# Replikationsfaktor C
Replikationsfaktor C eller RFC är ett proteinkomplex med fem underenheter, som är nödvändigt vid eukaryot DNA-replikation.
Underenheterna av denna heteropentamer heter RFC1, RFC2, RFC3, RFC4 och RFC5 i Saccharomyces cerevisiae. RFC används i eukaryot replikering som en clamp-loader, liknande γ-komplexet i Escherichia coli. Dess roll som en clamp-loader innebär att katalysera laddningen av PCNA på DNA. Det binder till 3'-änden av DNA:t och använder ATP för att öppna ringen av PCNA så att den kan omsluta DNA:t. ATP-hydrolys orsakar frisättning av RFC, med åtföljande klämladdning på DNA. För DNA-polymeras fungerar RFC som primeridentifiering. RFC spelar en viktig roll i proliferation, invasion och progression av olika maligna tumörer. RFC fungerar som en tumörsuppressorgen. Dess motsvarighet hos bakterier är gammakomplexet. 

## RFC-underenheter
De 5 subenheterna av Replikationsfaktor C är
1.RFC1[140KDa]
2.RFC2[40KDa]
3.RFC3[38KDa]
4.RFC4[37KDa]
5.RFC5[36KDa]
Eukaryoter, jäst, möss, drosofila, kalvtymus, människor, ris och Arabidopsis innehåller alla 5 underenheter. Det finns gener som 13q12.3-q13, 3q27 och p140 [RFC1], p40[RFC2], p38[RFC3], p37[RFC4], p36 [RFC5] som är lokaliserade på humana kromosomala segment. RFC-boxar [1-8] är aminosyrasekvenserna som finns i human replikationsfaktor C. RFC 1 är den största RFC-underenheten, med 8RFC-boxar. Andra RFC-underenheter har också 7 RFC-boxar. RFC box 1 har en 90 aminosyror lång region, medan RFC box 2 är en mycket konserverad underenhet. RFC box 3 inkluderar en fosfatbindande slinga. RFC box 5 är den näst mest bevarade boxen. RFC box 6 skiljer sig mellan de två underenheterna som en stor 6a och liten 6b underenhet.

## Fysiologiska funktioner hos RFC hos människa
RFC är involverat i underhållet av telomerer, nukleär DNA-replikation, felmatchningsreparation och nukleotidexcisionsreparation. I närvaro av ATP kan RFC ladda prolifererande cellkärnantigen [PCNA] och DNA-polymeras för att bilda DNA-RFC-PCNA-DNA-polymeras, som förlängs i närvaro av deoxinukleotider [dNTP] via verkan av mänskligt enkelsträngat DNA-bindande protein [HSSB]. RFC fungerar som en DNA-kontrollpunkt och initierar reparationer som excisioner och felmatchningsreparationer. RFC1 har en bindande region som interagerar med PCNA, som har kopplats till Hutchinson-Gilford progeria syndrom [HGPS]. RFC förhindrar celldöd orsakad av histon H3K56. RFC2 kan ladda PCNA i kromatin under DNA-replikation och det är också involverat i DNA-replikation och reparation, såväl som cellcykelkontrollpunkter.

## RFC som kontrollpunkt
För att minimera somatiska genetiska förändringar stimulerar kontrollpunktsmekanismer ett cellcykelstopp på exakta platser när DNA och kanske andra cellulära beståndsdelar förstörs och upprätthåller det arresterade tillståndet tills signalerna tydligt visar läkningsprocessen från skadan. RFC5 och RCF2 är också engagerade i DNA-skadekontrollpunkter och DNA-replikationskontrollpunkter. Replikationsfaktor C är en reservfaktor för nödsituationer för DNA-polymeraser. RFC2-genprodukt krävs för en cellcykelkontrollpunkt.
RFC är en heteropentamer i spirande jäst, den kodas antingen av RFC1- och RFC2-5-gener. För polymeraserna δ och ε är RFC en primerigenkänningsfaktor. Under kromosomal DNA-replikation möter RFC2-genprodukten de RFC1- och RFC5-specifika generna, förutom både DNA-polymeraserna δ och ɛ. RFC3+-genen är helt separerad från fissionsjäst för DNA-skador för att reglera kontrollpunkter. Kontrollpunktssignalen upprättas också av RFC3. För att reglera G2-M-övergången verkar RFC-proteiner vara viktiga vid signalöverföring till kontrollpunktsmaskineriet.